# Томіслав Карагеоргієвич
Принц Томіслав Карагеоргієвич або Томіслав Югославський (серб. Томислав Карађорђевић), ( 19 січня 1928 — 12 липня 2000) — югославський принц з династії Карагеоргієвичів, син короля Югославії Александра I та румунської принцеси Марії.
Від 1950 року жив у Західному Сассексі, вирощуючи яблука на своїй фермі. У 1992 році першим із югославської королівської родини повернувся на постійне місце проживання на батьківщину.
У роки вигнання брав активну участь у житті сербської еміграції та численних благодійних ініціативах.

## Біографія

### Ранні роки
Томіслав народився 19 січня 1928 року у Белграді. Він був другою дитиною та другим сином в родині короля Сербів, Хорватів і Словенців Александра I та його дружини Марії Румунської. Охрестили новонародженого 25 січня у Новому Палаці столиці. Своє ім'я він отримав на честь хорватського короля Томіслава I, який жив у X сторіччі. Хрещеним батьком малюка став британський принц Георг, якого при дворі представляв міністр Говард Вільям Кеннард.

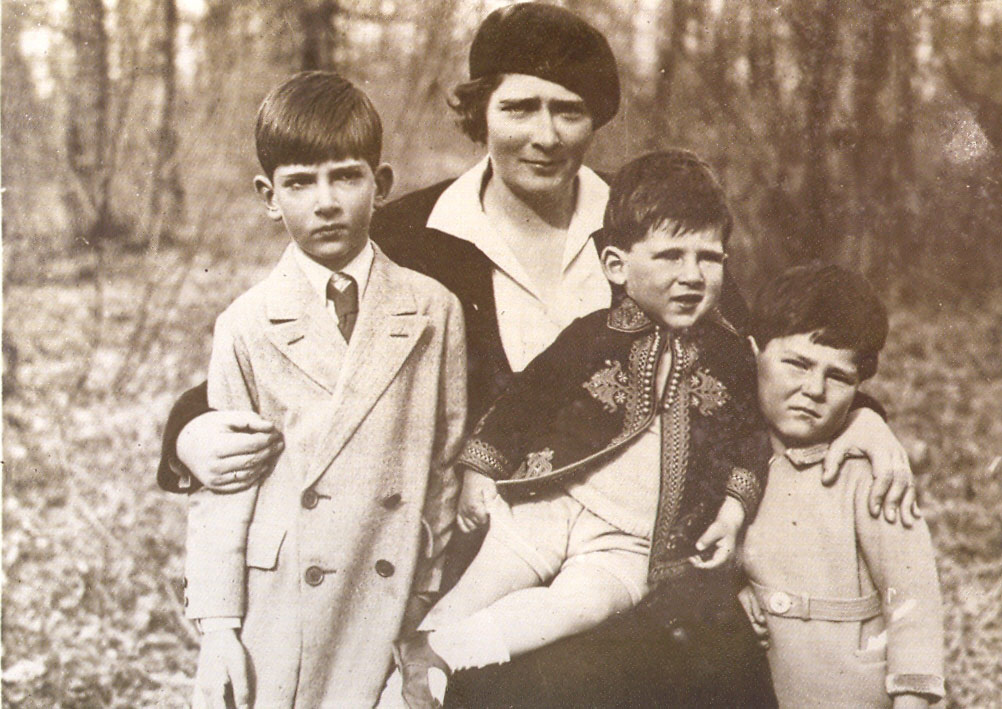
Томіслав із матір'ю та братами

Хлопчик мав старшого брата Петра, а наступного року народився менший — Андрій.
Імена для синів батьки обрали таким чином, щоб підкреслити єдність Югославіїː ім'я Петро є традиційним сербським, Томіслав — хорватським, Андрій — словенським. Марія мала також намір народити другого сина у Загребі, однак цьому завадив сильний снігопад.
Про середнього сина король Александр казавː«Томмі завдає мені клопоту більше, ніж хорвати». Восени 1934, виїжджаючи до Франції, він, побачивши Томіслава, граючого на галявині, зупинив автівку та запитав сина, що йому привезти. Той на це побажав, щоб батько йшов додому.
За кілька днів Александра I було вбито у Марселі. Старший брат Томіслава став королем у віці 11 років. Регентом при ньому було призначено дядька — Павла Карагеоргієвича. Спадкоємцем трону оголосили Томіслава.
На утримання родини регент виділяв 6 млн динарів. Більшу частину грошей Марія витрачала на благодійні справи.

### Еміграція
Початкову освіту Томіслав отримав при дворі, а у віці 9 років залишив Югославію і почав навчання у британській школі Сендройд (Sandroyd School) в Кобхемі, Суррей. Матір невдовзі придбала будинок у Бедфордширі і також оселилася в Англії.
У 1941—1946 роках Томіслав відвідував школу Аунделл (Oundle School) у Нортгемптонширі, після чого навчався у Клер-коледжі Кембриджського університету. Вихідні зазвичай принц проводив у маєтку Барнвелл у свого родича герцога Генрі Глостерського, де близько потоваришував із кузинами Єлизаветою та Маргарет.
Ще у 1941 році із вторгненням до Югославії нацистських військ, його брат Петро приєднався до родини у Англії. У 1945 році у Белграді було встановлено республіку. Всі члени династії Карагеоргієвичів були оголошені ворогами держави, втратили громадянство Югославії, їх майно було конфісковано, а в'їзд на територію країни заборонений.
Після закінчення навчання у Кембриджі і не маючи змоги повернутися на батьківщину, принц Томіслав присвятив себе плодівництву. Під час навчання у коледжі у літні місяці він працював звичайним робітником у фруктовому саду в графстві Кент. А у 1950-му — придбав власну ферму у Кірдфорді в Західному Суссексі, де почав займатися розведенням яблук. На його 80 га землі одночасно росло до 17 000 дерев. Цим Томіслав займався аж до повернення з еміграції.

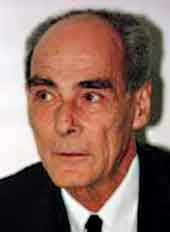
Томіслав Карагеоргієвич

У віці 29 років Томіслав узяв шлюб із 24-річною принцесою Маргаритою Баденською. Весілля відбулося 7 червня 1957 року у замку Салем в Західній Німеччині. У подружжя народилося двоє дітей. Томіслава змальовували як високого, майже худого чоловіка, який завжди розмовляв м'яко і ніколи не хизувався титулом. На початку життя він взагалі некомфортно почував себе у зв'язку із королівським статусом. Кузина Єлизавета Карагеоргієвич описувала його як веселу особу, близьку до народу. Про себе він казав, що трохи відрізняється від своїх братів, і зовнішньо, і за характером. Вважав себе активною людиною і зауважував, що якщо нічого не робить, починає дуже нервувати.
В еміграції принц підтримував сербську громаду та Сербську Православну Церкву у Великій Британії. Так, він сприяв створенню у Бурнвеллі церкви його конфесії, будівництво якої було завершено у 1968 році. Організовував численні свята і пікніки своїм коштом для громади, брав участь у численних благодійних організаціях та ініціативах.
У 1981 році було оформлене його розлучення із Маргаритою Баденською. Наступного року 54-річний Томіслав узяв другий шлюб із 33-річною Ліндою Марі Бонні, яка була його серетаркою. Весілля відбулося у Бурнвілі у графстві Ворвікшир 16 жовтня 1982-го. У подружжя народилося двоє синів.
У 1990 році принц Томіслав відвідав Радянський Союз як почесний член белградської делегації Товариства сербсько-російської дружби. За іншими даними, візит відбувся у травні 1991 року.
У 1990 Демократична партія Сербії висунула кандидатуру Томіслава як претендента на пост президента країни, однак принц відмовився балотуватися, бажаючи повернутися до країни лише як приватна особа.

### Повернення на батьківщину
Принц Томіслав, зберігши паспорт часів монархії, жив за посвідченням особи без громадянства, виданим ООН.
Із початком громадянської війни в Югославії в 1991 році, він вирішив особисто побачити стан країни. Президент Милошевич від початку заявляв, що принц буде видворений з території аеропорту та країни відразу після прибуття, однак згодом змінив свою думку.
6 жовтня 1991 Томіслав, маючи лише старий паспорт, виданий у 1938 році, та валізу з одягом, повернувся до Белграду.
Звідти він автівкою попрямував до колишнього королівського притулку в Опленаці. Дорогою його вітав величезний натовп. У березні 1992 року принц повернувся до Югославії на постійне місце проживання.
Решту життя він провів в Опленаці, допомагаючи біженцям. Також його дім став Меккою для тих, хто волів побачити єдиного живого сина короля Александра. У вільний час вивчав історію держави, писав мемуари та займався виноградником. Згодом до нього приєдналися дружина та сини. Вільно розмовляв сербською мовою.

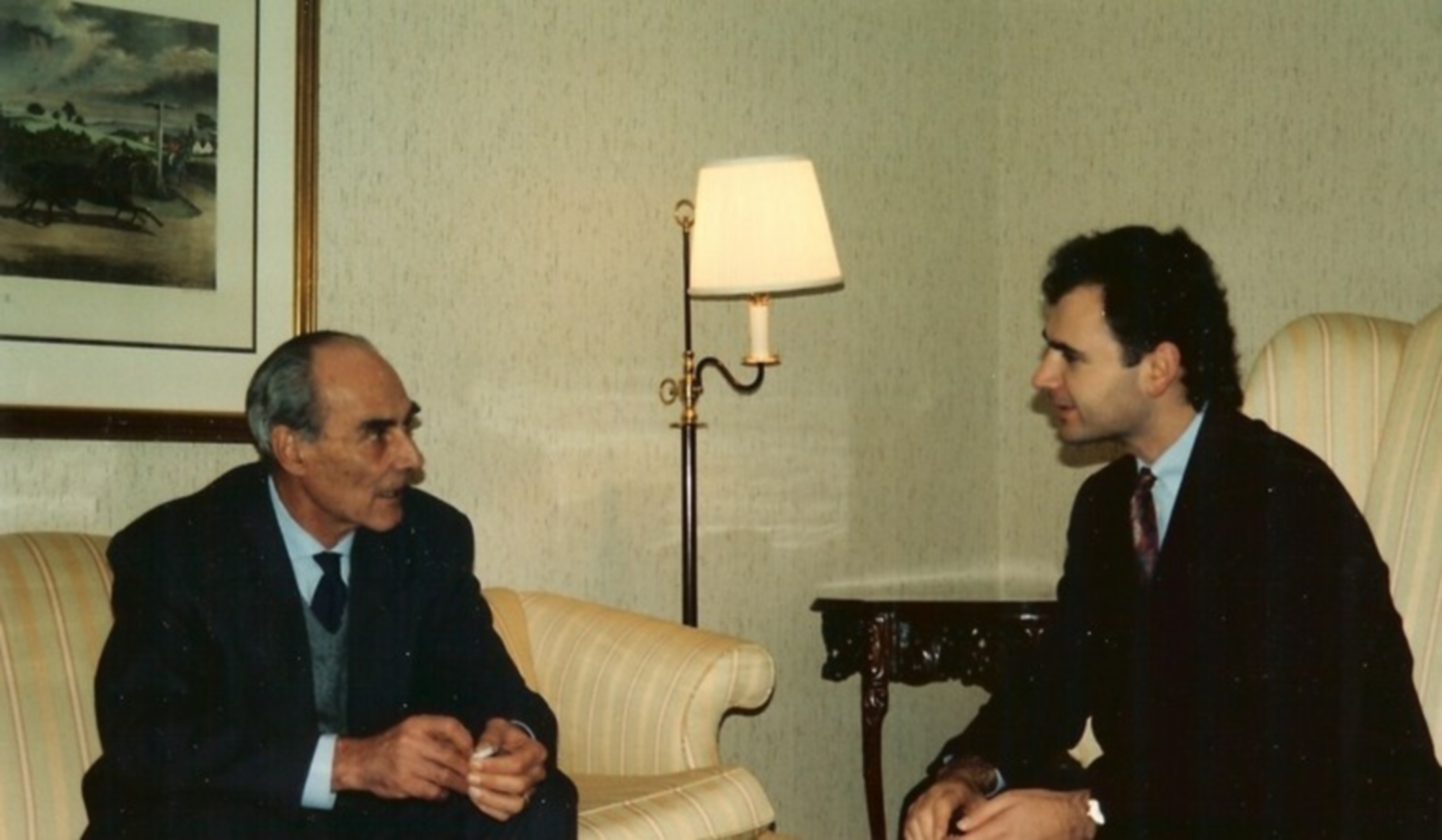
Дежан Стоянович бере інтерв'ю у принца Томіслава, Чикаго, 1993

У 1992 році принц вперше за десятиліття побував у Старому Палаці Белграду, місці, де він народився. Від 1961 року там розмістилая міська мерія. Мер вітав гостя зі словами «Ласкаво просимо до нашого дому». «Власне, це моє», — відповів принц.
У 1993 році Томіслав брав активну участь в організації святкування 60-річчя від дня заснування «Руського дому» в Белграді.
Із дружиною часто навідував сербських вояків у Республіці Сербська та Республіці Сербська Країна. Заснував гуманітарній фонд Святого апостола Андрія Первозванного. Відмовився від титулу принца Боснії, який йому пропонувало присудити військове керівництво боснійських сербів. Був противником політики Слободана Милошевича. Багато подорожував, цурався відкрито втручатися в повсякденну політику. Швидко став однією з найпопулярніших осіб у країні. Після 1995 року кількість публікацій принца у ЗМІ різко знизилася.
Наприкінці 1998 року Томіславу офіційно повернули громадянство та вручили паспорт.
Помер після тривалої хвороби у четвер 12 липня 2000 року. За день перед смертю дав останнє інтерв'ю британській газеті «The Times».
Був похований у неділю 16 липня у Королівському мавзолеї в Опленаці. Службу провів Патріарх Павло. На похороні були присутніми дружина Томіслава, діти та онука Вікторія, голова династії — небіж Александр із дружиною, кузина Єлизавета, мер Белграда Зоран Джинджич, лідер опозиції Воїслав Коштуниця, політики Велімір Іліч, Владан Батіч, колишній президент республіки боснійських сербів Біляна Плавшич та безліч простого люду. Всього зібралося близько 10 тисяч чоловік. До церкві можна було зайти лише за спеціальною перепусткою. Велика кількість людей просто стояла у дворі церкви, мовчки молячися. У 2013 поруч із Томіславом перепоховали брата Андрія. Тоді ж до Опленацу було перенесено прах його матері, брата Петра та невістки Александри.
22 липня 2013 року Михайло Карагеоргієвич звернувся до Вищого суду в Белграді із клопотанням «прийняти вимоги для реабілітації покійного принца Томіслава Карагеоргієвича і визнати указ Президіума Національних Зборів Соціалістичної Федеративної Республіки Югославії від 8 березня 1947 недійсним з моменту його прийняття, а також недійсними всі його юридичні наслідки».
Рішенням Вищого суду в Белграді 16 грудня 2013 року Томіслава Карагеоргієвича було повністю реабілітовано.

## Цікаві факти

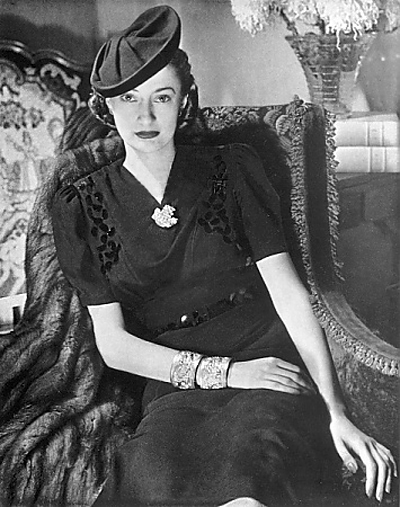
Наталія Багратіон наприкінці 1930-х років

- Своїм першим коханням принц Томіслав називав княжну Наталію Костянтинівну Багратіон-Мухранську.[7] Дівчиною вона навчалася у Маріїнському Донському інституті, розквартированому у містечку Біла Церква в краю Банат.[24] Після випуску переїхала до Лондона, де працювала у крамниці.[25]

## Титули
19 січня 1928—12 липня 2000 — Його Королівська Високість Принц Томіслав Карагеоргієвич Югославський.

## Нагороди
- Орден Зірки Карагеоргія (Королівство Югославія);
- Орден Білого орла (Королівство Югославія);
- Орден Святого Сави (Королівство Югославія);
- Орден Югославської корони (Королівство Югославія);
- Королівська медаль військових чеснот (Королівство Югославія);
- Великий хрест Ордена святого Джона (Велика Британія);
- Великий хрест Ордена Вірності (Баденський королівський дім);
- Орден дому Гогенцоллернів (Румунське королівство);
- Ювілейна медаль до коронації Георга VI (Велика Британія).

## Родина
Дружина —  Маргарита Баденська
Дітиː
- Миколай (нар.1958) — одружений із Ліліаною Ліканін, має доньку;
- Катерина (нар.1959) — була одружена із британським юристом сером Десмондом Лоренцом да Сільва, має доньку.

Дружина —  Лінда Марі Бонні
Дітиː
- Георгій (нар.1984) — одружений із англійкою шотландського походження Фелун Райман;[26]
- Михайло (нар.1985) — одружений із Любицею Любисавлевич.[27][28]